# Adelomyrmex microps
Adelomyrmex microps é uma espécie de formiga do gênero Adelomyrmex, pertencente à subfamília Myrmicinae.